# Torarchus endocanthium
Torarchus endocanthium är en insektsart som beskrevs av Penny J. Gullan och Stewart 1996. Torarchus endocanthium ingår i släktet Torarchus och familjen skålsköldlöss. Inga underarter finns listade i Catalogue of Life.